# RealClimate
RealClimate est un célèbre blog sur la climatologie. Parmi les contributeurs du site, on compte des climatologues, dont l'objectif est de fournir une réponse aux questions des lecteurs sur la science du climat et le changement climatique. Le forum est modéré et se limite aux sujets scientifiques, afin d'éviter toute discussion sur les implications politiques ou économiques de la climatologie. RealClimate a été lancé le 10 décembre 2004 par neuf climatologues.

## Reconnaissance
La création de RealClimate a fait l'objet d'un éditorial dans la revue scientifique Nature.
En 2005, les éditeurs de Scientific American ont décerné à RealClimate un Science and Technology Web Award.
En 2006, Nature a compilé une liste des 50 blogs les plus populaires écrits par des scientifiques, tels que mesurés par Technorati. RealClimate était le numéro 3 sur cette liste.
Selon le magazine Time, RealClimate correspond « à l'objectif initial du Web: la communication scientifique » avec une « présentation directe des preuves matérielles du réchauffement de la planète ».

## Contributeurs notables
En juillet 2017, les contributeurs principaux de RealClimate sont : 
- David Archer ;
- Raymond S. Bradley ;
- Michael E. Mann ;
- Raymond Pierrehumbert ;
- Stefan Rahmstorf ;
- Gavin Schmidt.